# Roane County (Tennessee)
Roane County je okres ve státě Tennessee v USA. K roku 2015 zde odhadem žilo 52 753 obyvatel. Správním městem okresu je Kingston. Největším městem Harriman Celková rozloha okresu činí 1 023 km². Jméno získal podle druhého guvernéra Tennessee Archibalda Roaneho.

## Sousední okresy
| Růžice kompasu |                            | Morgan County            | Anderson County | Růžice kompasu |
| Růžice kompasu | Cumberland County          | Sever                    | Knox County     | Růžice kompasu |
| Růžice kompasu | Cumberland County          | Roane County (Tennessee) | Knox County     | Růžice kompasu |
| Růžice kompasu | Cumberland County          | Jih                      | Knox County     | Růžice kompasu |
| Růžice kompasu | Meigs County a Rhea County | McMinn County            | Loudon County   | Růžice kompasu |